# Dromicodryas
Dromicodryas – rodzaj węży z rodziny Pseudoxyrhophiidae.

## Zasięg występowania
Rodzaj obejmuje gatunki występujące endemicznie na Madagaskarze (włącznie z sąsiednią wyspą Nosy Be). 

## Systematyka

### Etymologia
Dromicodryas: gr. δρομικος dromikos „szybki w biegu, bystry”, od τρεχω trekhō „biegać”; δρυς drus, δρυος druos „drzewo, zwłaszcza dąb”.    

### Podział systematyczny
Do rodzaju należą następujące gatunki:
- Dromicodryas bernieri (Duméril, Bibron & Duméril, 1854)
- Dromicodryas quadrilineatus (Duméril, Bibron & Duméril, 1854)